# Fundación Española para la Ciencia y la Tecnología
La Fundación Española para la Ciencia y la Tecnología (FECYT) es una fundación pública española cuya misión es impulsar la ciencia e innovación, promoviendo su integración y acercamiento a la sociedad.

## Objetivos de la Fundación
- Ser un instrumento adecuado para la divulgación de la ciencia y el incremento de la cultura científica.
- Fomentar y promocionar la participación social a favor de la I+D+I.
- Analizar y difundir los principales indicadores de la ciencia y la innovación española.
- Apoyar la internacionalización de la ciencia española.
- Apoyar a la SEIDI en la gestión y seguimiento de la I+D+I al servicio de las políticas de ciencia, tecnología e innovación.

La fundación nace en el año 2001.

## Actividades
En el área de la comunicación de la ciencia, la Fundación desarrolla las siguientes actividades

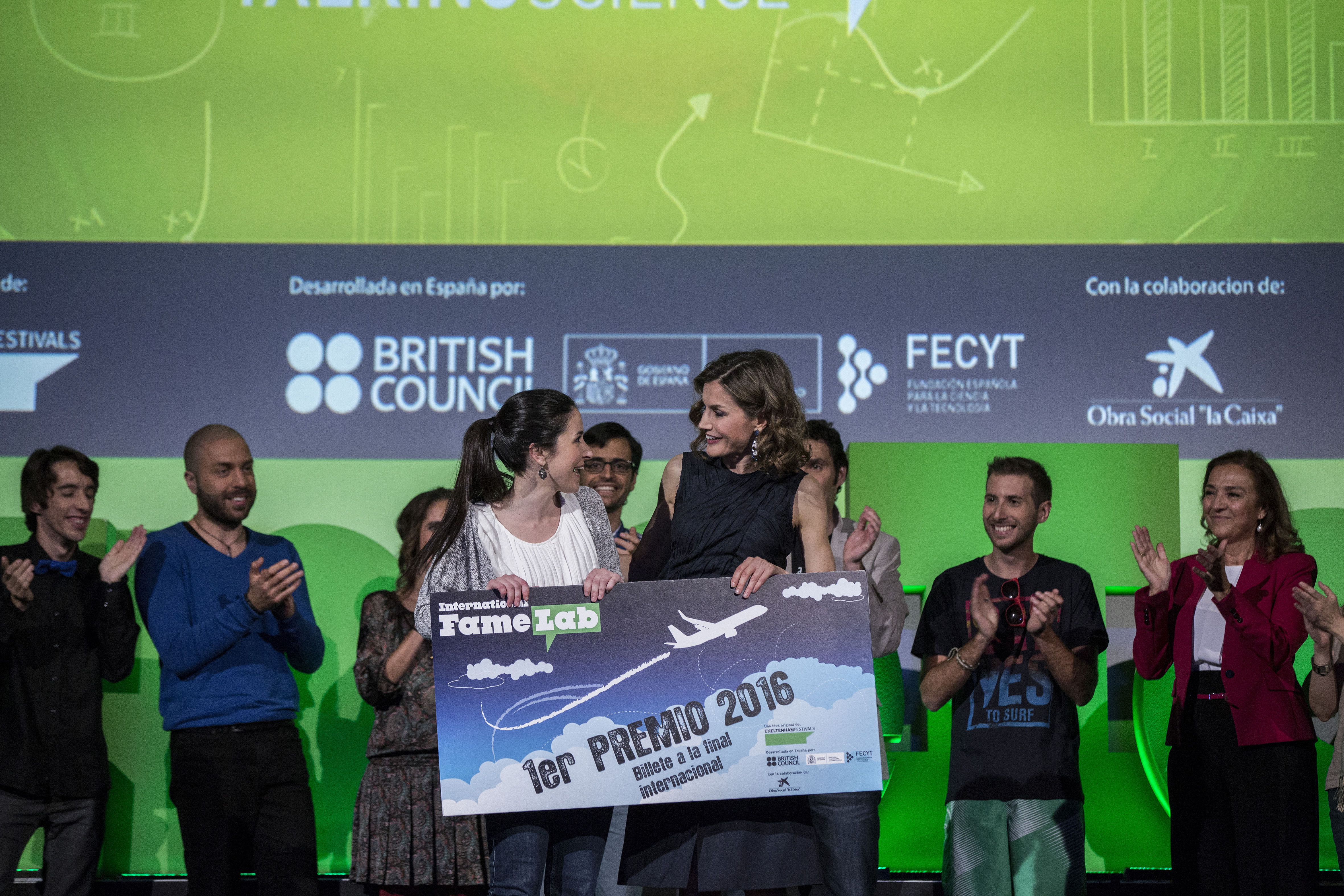
S.M. la Reina Doña Letizia y la ganadora de la cuarta edición de Famelab, Alba Aguión

- Famelab: concurso de monólogos científicos, en colaboración con el British Council.[2]

- Desde 2013, FECYT organiza los Campus Científicos de Verano, en colaboración con el Ministerio de Educación, Cultura y Deporte y Obra Social "la Caixa". Se trata de una actividad dirigida a estudiantes de 4º de ESO y 1º de Bachillerato.

- Fotciencia, la fotografía al servicio de la comunicación de la ciencia.

- Encuesta de Percepción Social de la Ciencia, FECYT realiza esta encuesta cada dos años desde 2002 para profundizar en el conocimiento de las relaciones entre ciencia, tecnología y sociedad y analizar la percepción de la ciudadanía sobre los avances científicos y tecnológicos, y sobre la capacidad de estos para la mejora de la calidad de vida de la población. Con los resultados que se obtienen de la encuesta y el análisis de estos por parte de expertos e investigadores, se realiza una publicación. Las publicaciones que se han ido realizando desde 2002 se pueden descargar de manera gratuita desde la sección de Publicaciones de la web de FECYT.[3]

- La Agencia de noticias científicas, SINC, primera agencia pública de ámbito estatal especializada en información sobre ciencia, tecnología e innovación en español. El equipo de SINC produce noticias, reportajes, entrevistas y materiales audiovisuales. SINC ofrece su servicio a periodistas, científicos y ciudadanos para dar a conocer los últimos desarrollos de la ciencia más relevante, con especial énfasis sobre los trabajos españoles.

- Programa de televisión Órbita Laika, en coproducción con Televisión española: programa que combina entretenimiento con la divulgación de la ciencia.

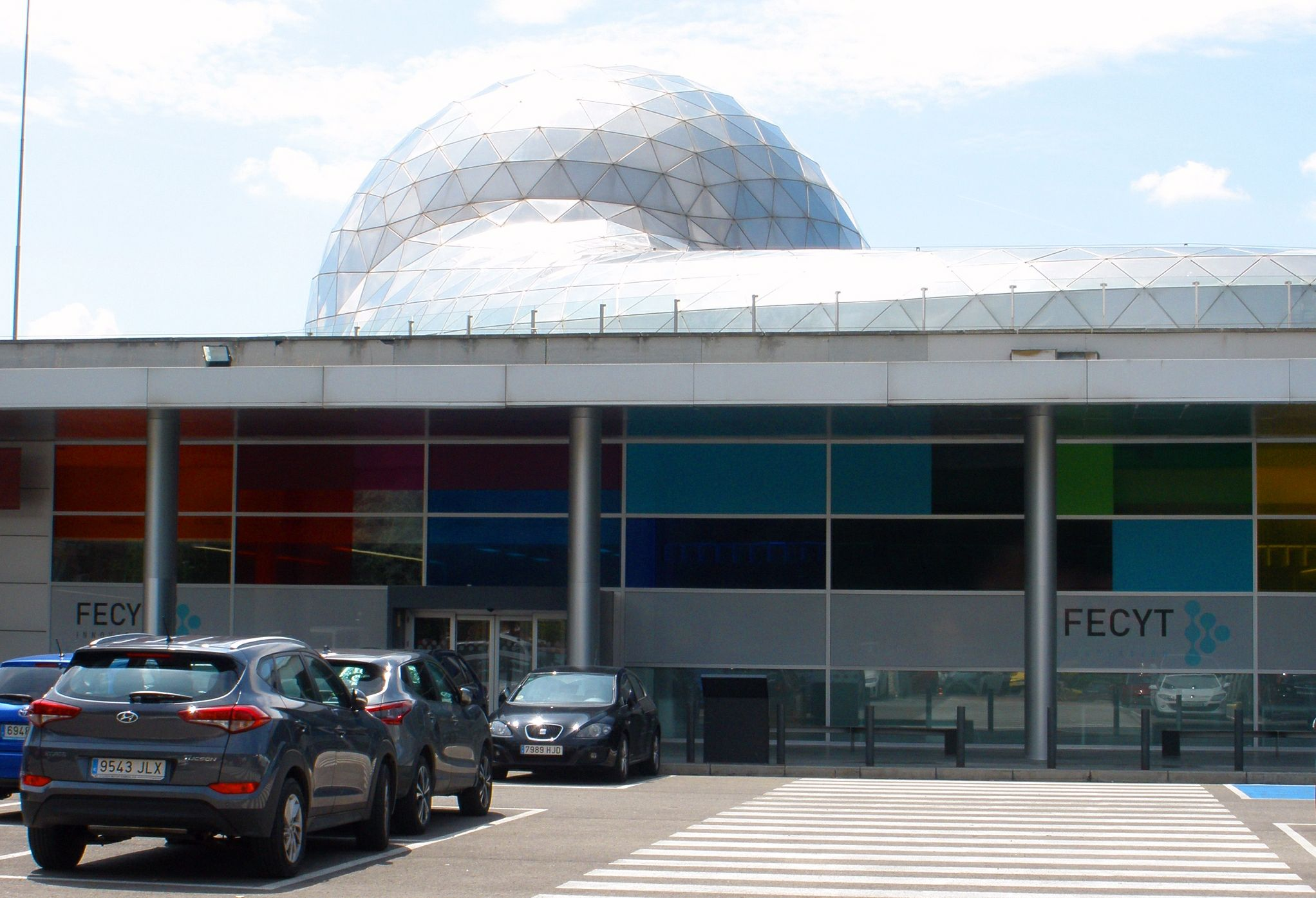
Sede del FECYT en el Museo Nacional de Ciencia y Tecnología (MUNCYT) de Alcobendas (Madrid)

FECYT gestiona además el Museo Nacional de Ciencia y Tecnología, MUNCYT un museo que tiene como misión contribuir a la educación científica y tecnológica de la sociedad española, haciendo que esta comprenda, aprecie, utilice y desarrolle los conocimientos, actitudes y métodos de la ciencia. Tiene tres sedes, una en La Coruña, otra en Alcobendas (Madrid) y un almacén visitable en el paseo de las Delicias de Madrid.
En 2014 puso en marcha la plataforma de micromecenazgo Precipita, la primera plataforma pública en España de financiación colectiva para proyectos científicos. El objetivo de Precipita Su objetivo es poner a disposición de la comunidad científica una herramienta que dé a conocer sus proyectos de investigación y divulgación científica para que la sociedad los valore y pueda participar activamente en ellos. Todos los proyectos de la plataforma proceden de centros o grupos públicos de investigación de reconocido prestigio que han sido validados por FECYT para garantizar su rigurosidad e idoneidad.
En 2017 creó el programa piloto de "Embajadores para la Ciencia" que pretende acercar la administración pública y el mundo científico.

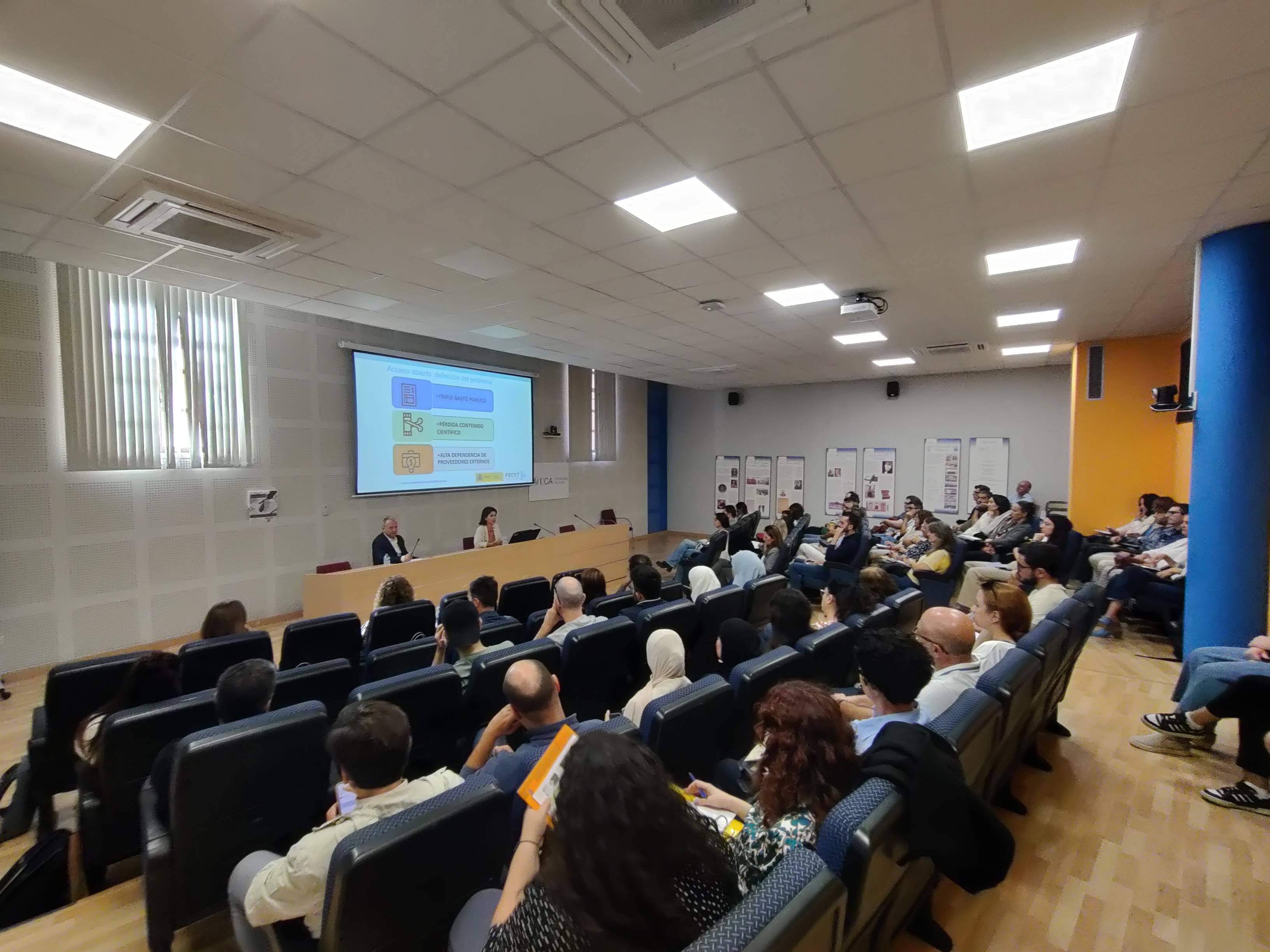
Presentación de la Estrategia Nacional de Ciencia Abierta

En 2021 creó la Oficina de Ciencia y Tecnología del Congreso de los Diputados, cuyo objetivo es elaborar informes de consenso científico y técnico considerado de interés para el Congreso de los Diputados.
El Observatorio de I+D+I ICONO de la FECYT genera y analiza de forma rigurosa la información más actual en relación con los principales indicadores y estrategias de ciencia e innovación autonómicos, nacionales e internacionales.
FECYT ha auspiciado también la creación de Comunidades de científicos españoles en el exterior, dentro de su trabajo de apoyo a la internacionalización de la ciencia. Existen doce Comunidades localizadas en Reino Unido (CERU), Alemania (CERFA), Suecia (ACES), Dinamarca (CED), Italia (ASIERI), Bélgica (CEBE), Irlanda (SRSI), República Checa (EIC), Japón (ACEJAPÓN), Australia (SRAP), México (RECEMX) y EE. UU. (ECUSA).

## Directores
| nombre                        | fecha               |
| ----------------------------- | ------------------- |
| Arturo García Arroyo          | (2001-2004)         |
| Joan Comella i Carnicé        | (2005)              |
| Eulalia Pérez Sedeño          | (2006-2007)         |
| Juan Tomás Hernani Burzaco    | (2008)              |
| Lourdes Arana Uli             | (2009-2011)         |
| José Ignacio Fernández Vera   | (2012-2017)         |
| Paloma Domingo García         | (2018-2020)         |
| Cecilia Cabello Valdés        | (2020-2021)         |
| Imma Aguilar Nàcher           | (2021 - 2024)       |
| Izaskun Lacunza Aguirrebengoa | (2021 - actualidad) |